# 펀치 (드라마)
《펀치》는 2014년 12월 15일부터 2015년 2월 17일까지 SBS에서 방송된 월화드라마이다.

## 줄거리
다시는 오지 못할 이 세상을 건너가면서 인생과 작별하는 남자, 대검찰청 반부패부 수사지휘과장 박정환 검사의 생애 마지막 6개월 기록을 그린 드라마.

## 등장 인물

### 주요 인물
- 김래원 : 박정환 역 - 前 춘천지방검찰청 영월지청 검사, 前 서울중앙지방검찰청 부부장 검사, 前 서울동부지방검찰청 부장검사, 대검찰청 반부패부 수사지휘과 과장, 前 대검찰청 반부패부 부장 직무대행
- 김아중 : 신하경 역 - 前 서울동부지방검찰청 검사, 대검찰청 수사지원과 검사
- 조재현 : 이태준 역 - 前 서울중앙지방검찰청 지검장, 검찰청 총장

### 박정환의 주변 인물
- 서지혜 : 최연진 역 - 前 서울중앙지방검찰청 검사, 前 서울동부지방검찰청 검사, 대검찰청 검사
- 송옥숙 : 정환 모친 역
- 이영은 : 박현선 역 - 박정환의 동생
- 김지영 : 박예린 역 - 박정환과 신하경의 딸

### 신하경의 주변 인물
- 최명길 : 윤지숙 역 - 前 서울중앙지방검찰청 검사장, 前 법무부 장관, 박정환게이트 특별검사
- 온주완 : 이호성 역 - 前 서울서부지방검찰청 검사, 대검찰청 반부패부 수사지원과 과장
- 이한위 : 오동춘 역 - 서울동부지방검찰청 수사관
- 김응수 : 정국현 역 - 前 대검찰청 감찰부 부장, 前 법무연수원 원장, 대검찰청 차장검사

### 이태준의 주변 인물
- 박혁권 : 조강재 역 - 前 서울중앙지방검찰청 부장 검사, 前 서울서부지방검찰청 부장검사, 前 대검찰청 반부패부 부장
- 이기영 : 이태섭 역 - 이태준의 형, 세진자동차 사장
- 정동환 : 김상민 역 - 前 세진자동차 회장, 오션캐피탈 회장

### 그 외 인물
- 임현성 : 서동훈 역
- 장현성 : 장민석 역
- 박정우 : 김성찬 역 - 대통령 비서실장
- 김익태 : 이원석 역 - 대한그룹 명예회장
- 이중문 : 이상영 역 - 윤지숙의 아들
- 기연호 : 前 대법원장 역
- 이종구 : 前 대법관 역
- 이석구 : 前 국무총리 역
- 민성욱 : 경찰 역
- 양주호 : 정환 친구 역
- 인성호 : 형사 역
- 정현석 : 김기자 역
- 강하늘 : 박현선의 맞선남 역
- 장준호 : 비행기 조종사 역
- 소희정 : 버스 운전기사의 아내 역
- 이창직 : 의원 역
- 성민수 : 검사장 역
- 김진호 : 국회의장 역
- 신영진 : 서미숙 역
- 장호준 : 검사 역
- 정병호
- 김혜윤 : 조강재의 딸 역

### 특별 출연
- 류승수 : 양상호 역
- 박은경 : 아나운서 역

## 시청률
최저 시청률과 최고 시청률은 시청률 조사회사와 지역별로 시청률에 차이가 있을 수 있습니다.
| 2014년      | 2014년      | 2014년         | 2014년       | 2014년         | 2014년       |
| 회차        | 방송일      | TNmS 시청률    | TNmS 시청률  | AGB 시청률     | AGB 시청률   |
| 회차        | 방송일      | 대한민국(전국) | 서울(수도권) | 대한민국(전국) | 서울(수도권) |
| ----------- | ----------- | -------------- | ------------ | -------------- | ------------ |
| 제1회       | 12월 15일   | 6.7%           | 8.6%         | 6.3%           | 7.2%         |
| 제2회       | 12월 16일   | 6.6%           | 7.4%         | 6.8%           | 7.4%         |
| 제3회       | 12월 22일   | 6.7%           | 7.4%         | 6.6%           | 7.6%         |
| 제4회       | 12월 23일   | 7.7%           | 9.2%         | 7.7%           | 8.5%         |
| 제5회       | 12월 29일   | 7.8%           | 9.2%         | 8.7%           | 9.3%         |
| 2015년      |             |                |              |                |              |
| 제6회       | 1월 5일     | 9.3%           | 11.6%        | 9.6%           | 10.1%        |
| 제7회       | 1월 6일     | 9.8%           | 12.7%        | 10.1%          | 10.7%        |
| 제8회       | 1월 12일    | 9.8%           | 11.3%        | 9.2%           | 9.6%         |
| 제9회       | 1월 13일    | 10.0%          | 12.3%        | 9.6%           | 9.6%         |
| 제10회      | 1월 19일    | 10.8%          | 12.7%        | 10.4%          | 10.8%        |
| 제11회      | 1월 20일    | 11.5%          | 14.4%        | 12.3%          | 13.3%        |
| 제12회      | 1월 26일    | 11.1%          | 13.7%        | 11.4%          | 12.2%        |
| 제13회      | 1월 27일    | 11.9%          | 15.3%        | 12.2%          | 13.5%        |
| 제14회      | 2월 2일     | 11.2%          | 13.5%        | 12.5%          | 13.8%        |
| 제15회      | 2월 3일     | 12.4%          | 15.2%        | 12.8%          | 14.0%        |
| 제16회      | 2월 9일     | 12.1%          | 14.4%        | 12.7%          | 14.2%        |
| 제17회      | 2월 10일    | 11.9%          | 14.8%        | 11.9%          | 13.1%        |
| 제18회      | 2월 16일    | 12.7%          | 15.1%        | 14.0%          | 14.7%        |
| 제19회      | 2월 17일    | 14.8%          | 17.2%        | 14.8%          | 14.9%        |
| 평균 시청률 | 평균 시청률 | 10.3%          | 12.4%        | 10.5%          | 11.3%        |

## 수상 경력
- 2015년 SBS 연기대상 중편드라마 부문 남자 최우수상/ 10대 스타상 조재현
- 2015년 SBS 연기대상 중편드라마 부문 여자 최우수상 최명길
- 2015년 SBS 연기대상 방송 3사 드라마PD가 선정한 프로듀서김래원

## 결방 사유
- 2014년 12월 30일 : SBS 연예대상 방송으로 인해 결방.

## 동시간대 드라마
- KBS 월화 미니시리즈

《힐러》 (2014년 12월 8일 ~ 2015년 2월 10일)
《블러드》 (2015년 2월 16일 ~ 2015년 4월 21일)
- MBC 월화 미니시리즈

《오만과 편견》 (2014년 10월 27일 ~ 2015년 1월 13일)
《빛나거나 미치거나》 (2015년 1월 19일 ~ 2015년 4월 7일)